# Djupsjön (Bladåkers socken, Uppland)
Djupsjön är en sjö i Uppsala kommun i Uppland och ingår i Skeboåns huvudavrinningsområde. Sjön är 2 meter djup, har en yta på 0,0453 kvadratkilometer och är belägen 18,9 meter över havet. Vid provfiske har abborre, gädda och mört fångats i sjön.

## Delavrinningsområde
Djupsjön ingår i det delavrinningsområde (666095-164365) som SMHI kallar för Ovan 666078-164389. Medelhöjden är 21 meter över havet och ytan är 14,57 kvadratkilometer. Räknas de 4 avrinningsområdena uppströms in blir den ackumulerade arean 140,07 kvadratkilometer. Avrinningsområdets utflöde Skeboån (Framån) mynnar i havet. Avrinningsområdet består mestadels av skog (92 procent). Avrinningsområdet har 0,05 kvadratkilometer vattenytor vilket ger det en sjöprocent på 0,3 procent.